# Hans Casparius
Hans Gustav Casparius (* 15. Juli 1900 in Berlin; † 16. Mai 1986 in London-Barnet, Middlesex) war ein deutscher Fotograf sowie Dokumentarfilm-Produzent, Standfotograf und Stummfilm-Schauspieler.

## Leben und Wirken

### Die frühen Jahre beim Film
Hans Casparius entstammte einer wohlhabenden jüdischen Familie, sein Vater war der Textilkaufmann und Handelsgerichtsrat Bernhard Casparius. Er besuchte das Dorotheenstädtische Realgymnasium, das er nach dem Einjährigen 1916 verließ. Zunächst als untauglich zurückgestellt, leistete er 1918 drei Monate Militärdienst in Prenzlau. 1919 trat er in die väterliche Firma ein, die er nach dem Tod des Vaters 1924 gemeinsam mit dem Bruder Richard übernahm. Er trat jedoch bald seinen Anteil ab, um Schauspielunterricht zu nehmen.
Tatsächlich wurde er seit seinen frühen Kontakten mit dem deutschen Stummfilm ab 1927 mit kleinen Rollen in Inszenierungen von Johannes Guter, Ernő Metzner und Georg Wilhelm Pabst bedacht. Sein bekanntester Auftritt war 1929 der als aufgrund eines Sabotageanschlags tödlich verunglückte Autorennfahrer Graf Sternberg in dem Drama Rivalen im Weltrekord. Daneben widmete er sich aber primär der Fotografie und wurde beim Film immer wieder, vor allem von seinem Förderer Pabst, als Standfotograf eingesetzt.
1930 begann Casparius eine weitere filmische Tätigkeit, diesmal als Dokumentarist. Eine Reise in den Norden Marokkos erbrachte insgesamt vier kurze Dokumentationen, bei denen Casparius als Total-Film-Maker die Regie, die Kamera, die Produktion und die Aufnahmeleitung in Personalunion übernahm. Mit Ginster auf Hiddensee folgte zum Ende der Weimarer Republik ein weiterer von Casparius angefertigter Dokumentarfilm. Infolge der Machtergreifung durch die NSDAP verließ Casparius Deutschland und ging vorübergehend nach Österreich, wo er letztmals an zwei Spielfilmen (Großfürstin Alexandra und Frühlingsstimmen) als Standfotograf beteiligt war. Ebenfalls im Frühjahr 1933 ging der Berliner mit dem Reiseschriftsteller Arnold Höllriegel als Begleiter erneut nach Nordafrika, diesmal in die libysche Sahara, wo er den Kulturfilm Nomaden der Wüste anfertigte.

### Als Fotograf
Schon vor seinem Weg ins Exil hatte sich der Autodidakt einen Namen als Alltags-Fotograf und Porträtist gemacht. „Keine großen Posen vor der Kamera, sondern die unmittelbare Nähe zwischen Fotograf und Porträtierten zeigend: Das ist die Faszination, die von den Porträts des renommierten Fotografen der Weimarer Republik, Hans Casparius, ausgeht.“ Besonders seine Künstlerporträts von Film- und Theaterschaffenden wie Elisabeth Bergner, Sybille Schmitz, Louise Brooks, Reinhold Schünzel, Rudolf Forster, Theo Lingen, Lotte Lenya, Carola Neher und Valeska Gert haben seinen Ruhm nachhaltig begründet, Casparius fotografierte aber auch immer wieder ganz normale Menschen in Alltagssituationen wie etwa 1930 in London. Auch der Rabbiner Leo Baeck, der Komponist Kurt Weill und der Begründer der Psychoanalyse, Sigmund Freud, wurden von Casparius abgelichtet.
1930 durchreiste er mit Arnold Höllriegel erstmals Nordafrika und machte 2500 Fotos, die in Illustrierten veröffentlicht wurden. Die zweite gemeinsame Reise führte von Juli bis November 1931 nach Kanada und Alaska.

### Im Exil
Während der Machtübernahme der Nationalsozialisten lebte Casparius in Wien. 1934 heiratete er Monika Lampl. Er besuchte noch mehrmals Berlin und bereiste 1934 Palästina. Als Ergebnis dieser Reise erschien 1934 sein Palästina-Bilderbuch mit 96 Fotografien. 1935 zog er mit seiner Frau nach London, kehrte aber wieder nach Wien zurück. 
Nach dem Anschluss Österreichs floh Casparius 1938 erneut und ließ sich schließlich in Großbritannien nieder. London wurde seine neue Heimat. Auch hier konzentrierte er sich vorwiegend auf seine Tätigkeit als Fotograf und wurde nunmehr endgültig ein Zeitzeuge des Jahrhunderts. Mit der Sängerin Anne Balfour gründete er die Firma INCA und produzierte vier Kurzfilme. Mit seiner Firma Amity Films produzierte er in den folgenden Jahren eine Reihe kurzer Dokumentarfilme für verschiedene Auftraggeber.
Seine Frau starb Ende 1960. 1978 widmete die alte Heimat Deutschland ihm eine Ausstellung in der Staatlichen Kunsthalle Berlin. Bei der Ausstellungseröffnung war der inzwischen nahezu erblindete 78-Jährige persönlich anwesend.

## Filmografie
- 1927: Der große Sprung (Standfotograf)
- 1928: Freie Fahrt (Standfotograf)
- 1928: Die blaue Maus (Schauspieler)
- 1928: Polizeibericht Überfall (Schauspieler, Standfotograf)
- 1928: Die Büchse der Pandora
- 1929: Tagebuch einer Verlorenen (Schauspieler)
- 1929: Die weiße Hölle vom Piz Palü (Standfotos)
- 1929: Rivalen im Weltrekord (Schauspieler und Standfotos)
- 1930: Skandal um Eva (Standfotos)
- 1930: Kunst und Künstler in Marokko (Kurzfilm; Regie, Kamera, Produktion, Produktionsleitung, Aufnahmeleitung)
- 1930: Land und Leute in Marokko (Kurzfilm; Regie, Kamera, Produktion, Produktionsleitung, Aufnahmeleitung)
- 1930: Markttag in Marrakesch (Kurzfilm; Regie, Kamera, Produktion, Produktionsleitung, Aufnahmeleitung)
- 1930: Ein Tag in Marokko (Kurzfilm; Regie, Kamera, Produktion, Produktionsleitung, Aufnahmeleitung)
- 1930: Ariane (Standfotos)
- 1931: Die Dreigroschenoper (Standfotos)
- 1931: Der Zinker (Standfotos)
- 1932: Skandal in der Parkstraße (Standfotos)
- 1932: Zigeuner der Nacht (Standfotos)
- 1932: Ginsterrausch auf Hiddensee (Kurzfilm; Regie, Kamera, Produktion, Drehbuch, Schnitt)
- 1933: Nomaden der Wüste (Kurzfilm; Regie, Kamera, Produktion, Drehbuch, Schnitt)
- 1933: Großfürstin Alexandra (Standfotos)
- 1933: Frühlingsstimmen (Standfotos)

## Veröffentlichung
- Das Palästina-Bilder-Buch. 96 Fotographien von Hans Casparius, Vorwort und Text zu den Bildern von Arthur Rundt. Wien, Leipzig: Tal1934, 8, 96, 14 Seiten.